# Jocelyn Brown
Jocelyn Lorette Brown, detta Jocelyn, nota anche con lo pseudonimo di Jocelyn Shaw (Kinston, 25 novembre 1950), è una cantante statunitense.

## Biografia
Brown nacque da una famiglia di musicisti. Tra questi si segnala la zia Barbara Roy (pseudonimo di Barbara Gaskins), membro degli Ecstasy, Passion & Pain. Fu soprattutto il successo di quest'ultima formazione a spingere Brown a intraprendere la carriera musicale. Cantò in vari cori gospel di Brooklyn e lavorò alla realizzazione dell'album di Manu Dibango Soul Makossa (1972). In seguito, collaborò con i Machine, i Kleeer, i Disco-Tex and the Sex-O-Lettes e le Musique. La collaborazione con Gregg Diamond le permise di entrare a far parte dei Change. Collaborò inoltre con gli Inner Life nei loro due album (I'm Caught Up (In a One Night Love Affair) del 1979, e Ain't No Mountain High Enough del 1981). Nel 1984 si consacrò definitivamente come una delle "regine" della disco music grazie al singolo Somebody Else's Guy, che raggiunse il secondo posto nella U.S. R&B Chart. Con Love's Gonna Get You del 1985 raggiunse la vetta della Hot Dance Club Play.

## Discografia parziale

### Album
- 1984 - Somebody Else's Guy
- 1987 - One from the Heart
- 1995 - Absolutely
- 1995 - Jocelyn's Classic Reggae Mastercuts
- 2008 - Pick Up Promises
- 2011 - True Praises